# Albert Chabanon
Pour les articles homonymes, voir Chabanon (homonymie).
Albert Chabanon, alias Valmy, né le 13 mai 1916 à Marseille et mort à Signes (Var) le 18 juillet 1944, était un résistant français, responsable régional de l'Organisation Universitaire des Mouvements unis de la Résistance (MUR) dans la Région R2.

## Biographie
Les parents d'Albert Chabanon étaient enseignants, son père instituteur à la Belle de Mai et sa mère directrice d'école au Petit Bosquet. Il sera successivement élève au lycée Saint-Charles, ensuite au Lycée Thiers, enfin au lycée Louis-le-Grand à Paris, avant d'être reçu en 1938 à l’École normale supérieure (ENS) de la rue d'Ulm.
Parallèlement à ses études, Albert Chabanon s'engage dans la politique. En 1936, il soutient le Front populaire, mais préfère créer un groupe indépendant de tous les autres partis, « Jeunesse Nouvelle ». Pendant cette période, il publie également plusieurs articles dans Marseille-socialiste, l'organe de la Fédération socialiste des Bouches-du-Rhône.
Mobilisé en septembre 1939, il suit une formation d'élève officier de réserve (EOR). De retour à l'ENS après sa démobilisation, il crée en septembre 1940 le mouvement la Vraie France auquel se joint son camarade normalien Jean-Daniel Jurgensen. En juin 1941, il soutient une thèse sur « La poétique de Péguy ». À la rentrée 1941-1942, il décide de préparer l'agrégation de grammaire pour devenir professeur de faculté. Mais le 9 décembre 1941, il est arrêté, sur mandat d'amener émis à Marseille, pour « menées communistes ».
Malgré l'intervention de Jérôme Carcopino, directeur de l'ENS et ministre de Pétain, il est  emprisonné pendant plus d'un an, d'abord à la Santé, puis au Fort Saint-Jean à Marseille. Non réintégré à l'ENS à sa sortie de prison, il est accueilli à l’Étape, institution créée à Cadarache par le RP Albert Aune, frère d'André. Celui-ci le met en relation avec son frère et les membres de Combat. Il adhère alors au MUR dont il devient chef régional de l'Organisation universitaire (OU) et de la section jeunes. Chabanon forme une solide équipe de lycéens et d'étudiants pour diriger l'OU, parmi lesquels on trouve son adjoint René Mariani, Max Loubet, Max Bonjean, Jean Fabre, Guy Fabre, Henri Madon, ainsi que la sœur de ce dernier Germaine Madon, responsable des jeunes filles. Cette équipe qui constitue un véritable « état-major » se réunit chez les Madon au 10 rue Puget, chacun étant chargé d'un secteur (études politiques, militaire, recrutement et organisation, renseignements, diffusion et propagande). Avec l'aide d'André Aune, ils publieront aussi, à partir du 1er janvier 1944, le journal clandestin Le Marseillais. Chabanon en est le directeur et le rédacteur en chef.
À la suite d'un piège tendu par un résistant retourné, Hugon Desdemaines, Chabanon est arrêté par la Gestapo le 17 juin au Bar Pierre place de la Préfecture, en même temps qu'Ernest Quirot. Il sera torturé, puis fusillé à Signes le 18 juillet aux côtés de 28 de ses camarades.
Une voie du 6e arrondissement de Marseille, la rue Albert Chabanon (ancienne rue Puget), porte son nom et a également une école primaire.

## Décorations
- Médaille de la Résistance française avec rosette à titre posthume (24 avril 1946)[7]

## Œuvres
- « La Poétique de Charles Péguy », Robert Lafont, 1947.
- « Les critiques de notre temps et Péguy », choix des textes et présentation par Simone Fraisse, Garnier frères, 1973.